# Thadikombu
Thadikombu (o Tadicombu) è una suddivisione dell'India, classificata come town panchayat, di 16.091 abitanti, situata nel distretto di Dindigul, nello stato federato del Tamil Nadu. In base al numero di abitanti la città rientra nella classe IV (da 10.000 a 19.999 persone).

## Geografia fisica
La città è situata a 10° 27' 59 N e 77° 59' 23 E.

## Società

### Evoluzione demografica
Al censimento del 2001 la popolazione di Thadikombu assommava a 16.091 persone, delle quali 8.045 maschi e 8.046 femmine. I bambini di età inferiore o uguale ai sei anni assommavano a 1.867, dei quali 979 maschi e 888 femmine. Infine, coloro che erano in grado di saper almeno leggere e scrivere erano 9.842, dei quali 5.670 maschi e 4.172 femmine.